# Agrilus acaciae
Agrilus acaciae är en skalbaggsart som beskrevs av Fisher 1928. Agrilus acaciae ingår i släktet Agrilus och familjen praktbaggar. Inga underarter finns listade i Catalogue of Life.